# 뉘른베르거 나흐리히텐
뉘른베르거 나흐리히텐(독일어: Nürnberger Nachrichten, NN)은 미텔프랑켄 전역과 오버프랑켄현 및 오버팔츠현 지역의 일간신문이며 북부 바이에른 지역에서 부분 발행된다. 뉘른베르거 차이퉁(독일어: Nürnberger Zeitung)은 동일한 회사 그룹에 속하지만, 편집상 분리되어 있다. 원래는 뉘른베르크 - 퓌르트 - 에를랑겐지역의 일간신문으로, 현재 NN은 가장 큰 독일 지역신문사 중의 하나이다. 지역 판과 뉘른베르거 차이퉁을 합하여 224.809부가 판매되었으며 1998년 이후 현재 32,9 퍼센트가 감소하였다.

## 역사

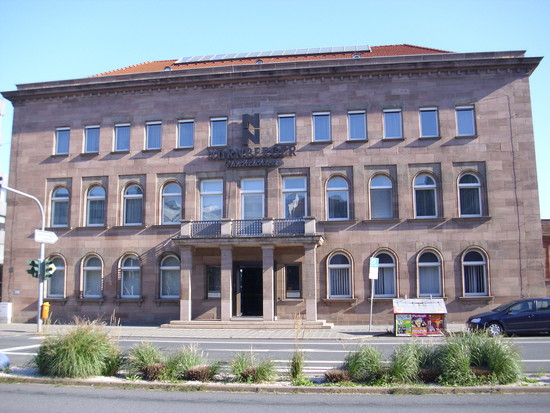
마리엔슈트라세(Marienstrasse)에 있는 출판사건물 (2010년 9월)

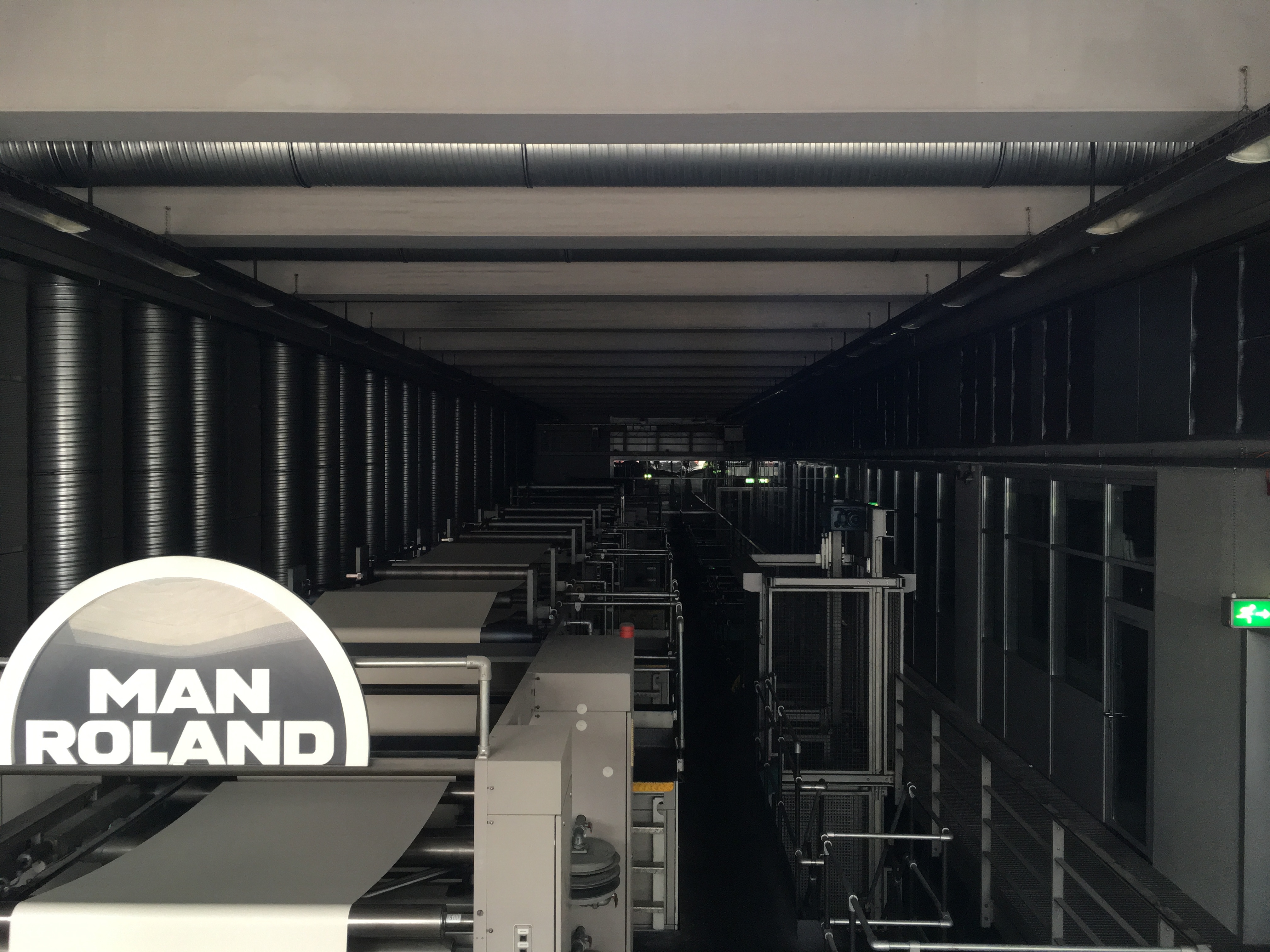
글라이쓰뷜슈트라세(Gleißbühlstraße)에 있는 인쇄기

### 창립
뉘른베르거 나흐리히텐(독일어: Nürnberger Nachrichten, NN)은 1945년 10월 11일에 처음 출판되었다. 설립자는 발행인인 조셉 에. 드렉셀(독일어: Joseph E. Drexel)로 바이에른에서 미국의 군사점령 때 신문사를 위한 면허 3번을 받았다. 전쟁으로 파괴된 뉘른베르크에는 인쇄회사가 없었기 때문에 NN은 처음에 찌른도르프(독일어: Zirndorf)에서 인쇄되었다. 이 신문은 1945/46년에 일주일에 두 번씩 발행되었고, 그다음에 1946년부터 1949년 가을까지는 세 번, 그 후 일주일에 네 번씩 발행되었다. 조셉 에. 드렉셀외에 1949년 뷔르츠부르크 메인-포스트(Würzburg Main-Post)의 편집자인 하인리히 쥐. 메르켈(독일어: Heinrich G. Merkel, 1900~1985))은 뉘른베르거 나흐리히텐의 두 번째 편집자 및 공동출판자가 되었다. 그는 출판 및 상업 업무를 맡아 했다. 1949년 가을에는 출판사와 편집국이 뉘른베르크로 이사했으며 이곳은 마리엔플라츠(Marienplatz)에 있는 재건축된 NSDAP의 전 가우하우스(Gauhaus)이다. 1962년 11월 16일부터는 일주일에 6번씩 발행되었다.   

## 판
뉘른베르거 나흐리히텐은 대부분의 독일 일간신문과 마찬가지로 최근 몇 년간 발행 부수가 감소하였다. 판매된 발행 부수는 10년 동안 매해 2.2% 감소하였다. 작년에는 약 3.9%로였다. 현재 224,809 발행 부수가 집계되었다. 판매된 부수의 구독지분의 비율은 93%이다.

## 편집진
뉘른베르거 나흐리히텐은 뉘른베르거 차이퉁과 함께 경쟁하지만 이 두 회사는 같은 회사 그룹에 속해있다. 그럼데도 편집과 출판에 대해선 분리되어 있으며 서로 다른 정치적 방향을 나타낸다. 편집장은 알렉산더 융쿤쯔(독일어: Alexander Jungkunz)와 미햐엘 후자렉(독일어: Michael Husarek)이다. 

## 발행
신문의 분포구역(주로 미텔프랑켄, 그러나 부분적으로 오버프랑켄 및 오버팔츠)에는 그 지역 부분에 해당하는 출판 지역을 기반으로 한 다양한 신문발행이 있다. 
- 알트뮐-보테(Altmühl-Bote): 군젠하우젠(Gunzenhausen )
- 데어 보테(Der Bote): 알트도르프, 부르크탄, 포이히트(Altdorf, Burgthann, Feucht)
- 에를랑거 나흐리히텐(Erlanger Nachrichten): 에켄탈, 에를랑겐( Eckental, Erlangen )
- 프랭키쉐 란데스차이퉁(Fränkische Landeszeitung): 안스바흐, 딩켈스뷜, 포이히트방엔, 노이슈타트 안 데어 아이쉬(Ansbach, Dinkelsbühl, Feuchtwangen, Neustadt an der Aisch)
- 프랭키셔 안차이거(Fränkischer Anzeiger): 로텐부르크오프데어타우버(Rothenburg ob der Tauber)
- 퓌르터 나흐리히텐(Fürther Nachrichten): 퓌르트, 랑엔쩬, 오버라스바흐, 슈타인, 찌른도르프(Fürth, Langenzenn, Oberasbach, Stein, Zirndorf )
- 헤르스부르커 차이퉁(Hersbrucker Zeitung): 허스부르크(Hersbruck)
- 힐폴트슈타이너 차이퉁(Hilpoltsteiner Zeitung): 힐폴스타인(Hilpoltstein)
- 노이마르크터 나흐리히텐(Neumarkter Nachrichten): 노이마르크(Neumarkt)
- 노르드바이어리쉐 나흐리히텐(Nordbayerische Nachrichten): 포르히하임, 에버만슈타트(Forchheim, Ebermannstadt)
- 노르드바이어리쉐 나흐리히텐(Nordbayerische Nachrichten): 헤르초게나우라흐, 회히슈타트 안 데어 아이쉬(Herzogenaurach|Herzogenaurach, Höchstadt an der Aisch)
- 노르드바이어라쉐 나흐리히텐(Nordbayerische Nachrichten): 페그니츠(Pegnitz)
- 뉘른베르거 나흐리히텐(Nürnberger Nachrichten): 뉘른베르크(Nürnberg)
- 페그니츠-차이퉁(Pegnitz-Zeitung): 라우프, 뢰텐바흐 안 데어 페그니츠, 슈나이트타흐(Lauf, Röthenbach an der Pegnitz, Schnaittach)
- 로스-힐폴트슈타이너 폴크스차이퉁(Roth-Hilpoltsteiner Volkszeitung): 로스(Roth)
- 슈바바허 탁블라트(Schwabacher Tagblatt): 슈바바흐, 벤델슈타인( Schwabach, Wendelstein)
- 트로이히트링어 쿠리어(Treuchtlinger Kurier): 트로이히트링엔(Treuchtlingen)
- 바이센부어거 탁블라트(Weißenburger Tagblatt): 바이센부르크(Weißenburg)
- 빈츠하이머 차이퉁(Windsheimer Zeitung): 바드 빈츠하임 (Bad Windsheim)